# اکراس سفید سلیمان
اکراس سفید سلیمان (نام علمی: Threskiornis molucca pygmaeus) نام یک زیرگونه از گونه اکراس سفید استرالیا است.